# Yanitzia Canetti
Yanitzia Canetti (L'Avana, 12 maggio 1967) è una scrittrice, traduttrice e editrice cubana.
Le sue opere pubblicate comprendono tre romanzi (Al otro lado, La vida e color de Rosa e "Adiós, best seller"), una raccolta di racconti narrativi (La muerte nuestra de cada vida) e oltre 200 libri per ragazzi.
Ha anche tradotto molte storie per ragazzi in lingua spagnola, tra cui Gli orsi Berenstain, George il curioso di una bicicletta e un certo numero di libri del Dr. Seuss. Canetti conseguì la laurea in giornalismo, il master in linguistica e il dottorato di ricerca in letteratura.
Attualmente risiede con suo marito e i suoi due figli a Boston, Massachusetts, Stati Uniti.

## Opere

### Romanzi
- Al otro lado (1997)
- Novelita Rosa (1998)
- La muerte nuestra de cada vida (narrativa) (2009)
- La vida es color de Rosa (2010)
- Adiós, bestseller (2010)

### Libri per ragazzi
- The Around-the-World Lunch (1999)
- Carlita Ropes the Twister (1999)
- Completamente diferente (2000, 2002)
- Doña Flautina Resuelvelotodo (2002, 2 edizioni; 2006)
- The Curse of the Jungle Treasure (2003)
- Un poquito más (2004)
- Ay, Luna, Luna, Lunita (2006, 2008)
- El niño que nunca se reía (2006)
- El príncipe azul (2006, 2008)
- Solo como un perro (2008)
- Las maravillas de una sencilla sombrilla amarilla (2008)
- Caperucita descolorida (2009)
- Blanca Nieve y los siete gigantones (2009)
- Pinocho no era el mentiroso (2009)
- Aladino y la lámpara espantosa (2009)
- La peluca de Rapunzel (2009)
- El patito bello (2009)
- La fea durmiente (2009)
- Ceniciento (2009)
- Yo también puedo ser presidente (2009)
- En tiempos difíciles (2009)
- ABeCedario salvaje (2009)
- ABeCedario nutritivo (2010)
- ABeCedario de profesiones y oficios (2010)
- ABeCedario escolar (2012)

### Traduzioni

#### George il curioso
- Rey, H. A. Jorge el curioso monta en bicicleta (2002)
- Rey, H. A. Jorge el curioso y el conejito (2002)
- Rey, H. A. Opuestos con Jorge el curioso (2002)
- Rey, H. A. Jorge el curioso encuentra trabajo (2003)
- Rey, H. A. Curious George Cleans Up / Jorge el curioso limpia el reguero (Bilingual Edition) (2007)
- Rey, H. A. Curious George Plants a Seed / Jorge el curioso siembra una semilla (Bilingual Edition) (2007)
- Rey, H. A. Curious George Piñata Party / |Jorge el curioso y la piñata (Bilingual Edition) (2009)

#### Dr. Seuss
- Dr. Seuss.  ¡Cómo el Grinch robó la Navidad! (2000)
- Dr. Seuss. ¡Horton escucha a Quién! (2002)
- Dr. Seuss. El gato con sombrero viene de nuevo (2004)
- Dr. Seuss. Un pez, dos peces, pez rojo, pez azul (2005)
- Dr. Seuss. Y pensar que lo vi en la calle porvenir (2006)
- Dr. Seuss. ¡Hay un molillo en mi bolsillo! (2007)
- Dr. Seuss. Yoruga la tortuga, y otros cuentos (2009)

#### Altri libri per ragazzi
- Parish, Peggy. Amelia Bedelia (1996, 2000)
- Burton, Virginia Lee. Mike Mulligan y su máquina maravillosa (1997)
- Maguire, Arlene and Sheila Lucas. Todos somos especiales (1997-2005, 2007, 2008)
- Allard, Harry. ¡La Señorita Nelson ha desaparecido! (1998)
- Marshall, James. Jorge y Marta (2000)
- Lester, Helen. El pingüino Taky (2001)
- Walsh, Melanie. ¿Tienen rayas los cerditos? (2002)
- Walsh, Melanie. ¿Trinan los monos? (2002)
- Berenstain, Stan & Jan. Los osos Berenstain al rescate de la Navidad (2005)
- Ajmera, Maya and John D. Ivanko. Ser vecinos (2007)
- Cronin, Doreen. ¡A tu ritmo! (2007)
- Munsch, Robert. 50 grados bajo cero (2007)
- Munsch, Robert. Jonathan limpió...luego un ruido escuchó (2007)
- Munsch, Robert. Mortimer (2007)
- Munsch, Robert. La sorpresa del salón (2007)
- Bush, Laura & Jenna. ¡Leer para creer! (2008)